# Ben Falcone (Schauspieler)

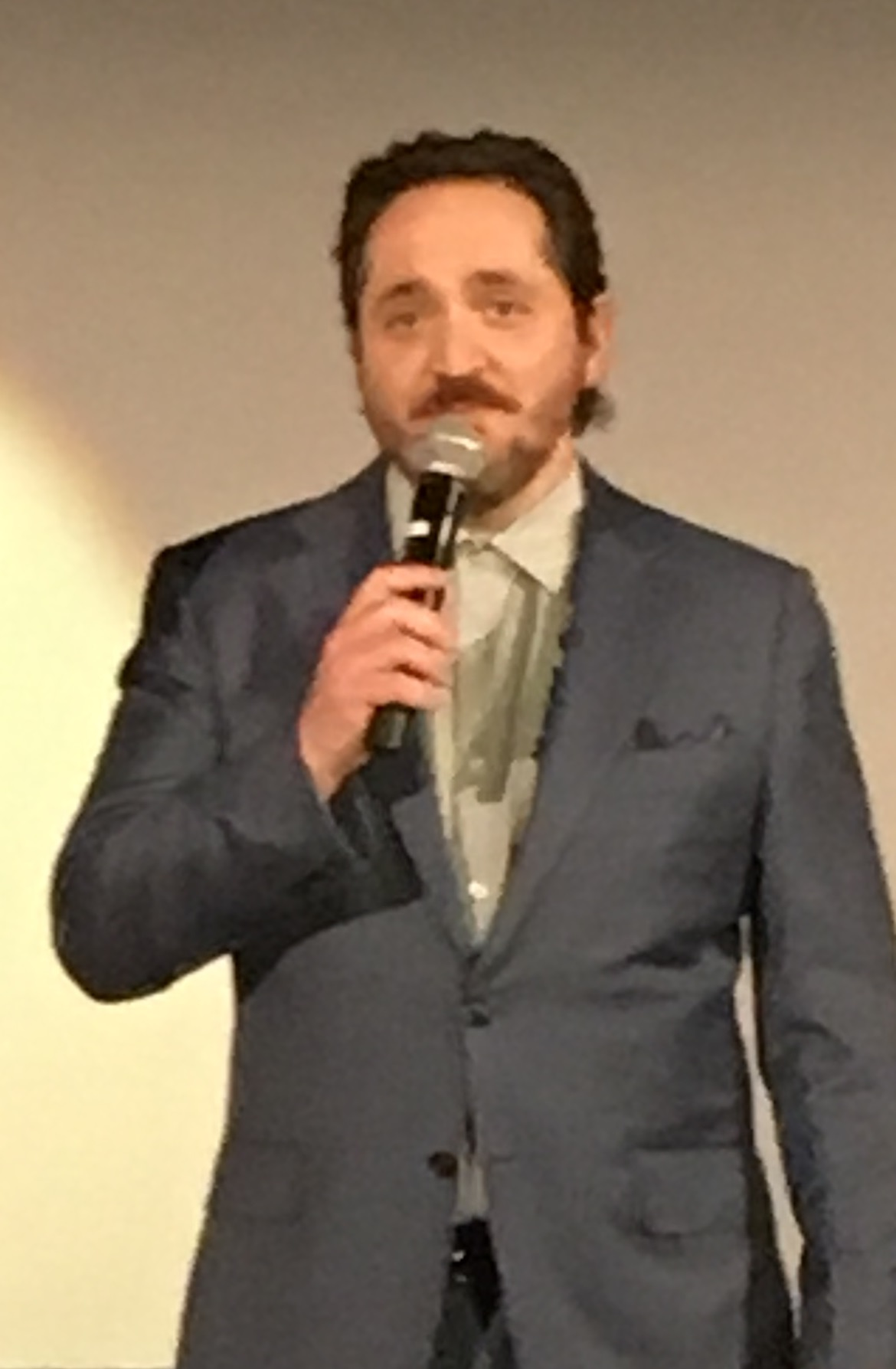
Ben Falcone

Benjamin Scott Falcone (* 25. August 1973 in Carbondale, Illinois) ist ein US-amerikanischer Schauspieler, Comedian, Filmregisseur, Drehbuchautor und Filmproduzent.

## Leben
Falcone wurde in Carbondale im US-Bundesstaat Illinois als Sohn von Peg und Steve Falcone geboren. Er spielte Nebenrollen in Was passiert, wenn’s passiert ist und Genug gesagt. Kleinere Rollen hatte er außerdem in Filmen wie Brautalarm, Voll abgezockt, Taffe Mädels, Tammy – Voll abgefahren, Spy – Susan Cooper Undercover und How to Party with Mom, in denen jeweils seine Frau ebenfalls mitspielte.
Sein Regiedebüt gab Falcone 2014 mit Tammy – Voll abgefahren, wofür er mit Melissa McCarthy außerdem das Drehbuch geschrieben hatte. 2016 und 2018 erschienen dann mit The Boss und How to Party with Mom weitere Filme, bei denen er Regie führte und auch am Drehbuch und an der Produktion beteiligt war.
Im Oktober 2005 heiratete er seine langjährige Freundin, die Schauspielerin Melissa McCarthy, mit der er zwei Töchter hat.

## Filmografie (Auswahl)

### Schauspieler
- 2003: Gilmore Girls (Fernsehserie, Episode 3x20)
- 2004–2006: Joey (Fernsehserie, 17 Episoden)
- 2007: The Nines – Dein Leben ist nur ein Spiel (The Nines)
- 2007: Cook Off!
- 2010: Bones – Die Knochenjägerin (Bones, Fernsehserie, Episode 5x17)
- 2011: Brautalarm (Bridesmaids)
- 2011–2012: The Looney Tunes Show (Fernsehserie, 4 Episoden, Stimme)
- 2012: Happy Endings (Fernsehserie, Episode 2x20)
- 2012: Was passiert, wenn’s passiert ist (What to Expect When You’re Expecting)
- 2012: Up All Night (Fernsehserie, 2 Episoden)
- 2013: Voll abgezockt (Identity Thief)
- 2013: Go On (Fernsehserie, Episode 1x19)
- 2013: Bad Words
- 2013: Genug gesagt (Enough Said)
- 2013: Taffe Mädels (The Heat)
- 2014: Tammy – Voll abgefahren (Tammy)
- 2014: A to Z (Fernsehserie, 6 Episoden)
- 2014–2015: New Girl (Fernsehserie, 4 Episoden)
- 2016: The Boss
- 2017–2018: Nobodies (Fernsehserie, 9 Episoden)
- 2018: The Happytime Murders
- 2019: Can You Ever Forgive Me?
- 2020: Superintelligence
- 2021: Nine Perfect Strangers (Miniserie)
- 2022: God’s Favorite Idiot
- 2022: Thor: Love and Thunder

### Regisseur
- 2014: Tammy – Voll abgefahren (Tammy)
- 2016: The Boss
- 2018: How to Party with Mom (Life of the Party)
- 2020: Superintelligence
- 2021: Thunder Force
- 2022: God’s Favorite Idiot

### Drehbuchautor
- 2011–2012: The Looney Tunes Show (Fernsehserie, 14 Episoden)
- 2014: Tammy – Voll abgefahren (Tammy)
- 2016: The Boss
- 2018: How to Party with Mom (Life of the Party)
- 2021: Thunder Force
- 2022: God’s Favorite Idiot

### Filmproduzent
- 2016: The Boss
- 2018: How to Party with Mom (Life of the Party)
- 2018: The Happytime Murders
- 2020: Superintelligence
- 2021: Thunder Force
- 2021: Bob Ross: Glückliche Unfälle, Betrug und Gier (Bob Ross: Happy Accidents, Betrayal & Greed)